# 魔法の言葉〜Would you marry me?〜
「魔法の言葉〜Would you marry me?〜」（まほうのことば・ウッド・ユー・マリー・ミー）は、日本のロックバンド・Do As Infinityの15作目のシングル。

## 概要
- 前作「真実の詩」から約8ヶ月ぶりのシングル。
- 表題曲は大塚ちひろ主演のテレビドラマ『ショコラ』の主題歌に使用された[1]。テレビドラマのタイアップは「陽のあたる坂道」以来3作ぶりとなった。
- ジャケットが異なるCD+DVD盤とCD盤の2形態で発売され、CD+DVD盤には特典として表題曲のミュージック・ビデオとメイキング映像を収録したDVDが同梱された[注 1]。
- 今作で『ミュージックステーション』に6度目の出演を果たした[2]。
- オリコンチャート初登場4位を獲得。7作連続でトップ10入りを果たし、2作連続で日本レコード協会からゴールドディスク認定を受けている。

## 収録曲
1. 魔法の言葉〜Would you marry me?〜 [4:27]
作詞・作曲：D・A・I
編曲：D・A・I、Seiji Kameda
作詞は伴都美子と大渡亮による共作、作曲は長尾大。6月にシングルが発売されることがあらかじめ決まっており、6月に因んで結婚をテーマに制作された。副題の意味は「私と結婚しませんか？」で、歌詞は伴曰く女性同士の「結婚に対してどう思うか」といった会話をイメージして書かれたという。また、サウンド面では「Desire」などと同様にギターが前面に出ておらず、ストリングスやホーンがメインとなっている[注 2][1]。
ミュージック・ビデオではウェディングドレス姿で出演している伴のほか、当時の音楽大学の生徒がブラスの当て振りで出演している。なお、この生徒は前述の『ミュージックステーション』にも出演している[注 3]。
2. mellow amber [4:25]
作詞・作曲：D・A・I
編曲：D・A・I、Seiji Kameda
3. 魔法の言葉〜Would you marry me?〜 (Instrumental) [4:26]
作曲：D・A・I
編曲：D・A・I、Seiji Kameda
表題曲のインストゥルメンタルバージョン。
4. mellow amber (Instrumental)  [4:22]
作曲：D・A・I
編曲：D・A・I、Seiji Kameda
カップリング曲のインストゥルメンタルバージョン。

## 参加ミュージシャン
Do As Infinity
- 伴都美子：Vox & Chorus (#1)
- 大渡亮：Guitar (#1,3)
- 長尾大

Support Musician
- 中山信彦：Programming (#1,3)
- 亀田誠治：Bass (#1,3)
- 松本淳：Drums (#1,3)
- 金原グループ：Strings (#1,3)
- 西村浩二：Trumpet (#1,3)
- 村田陽一：Trombone (#1,3)[注 4]
- 山本拓夫：Sax (#1,3)

## タイアップ
- TBS系列ドラマ30『ショコラ』主題歌 (#1)

## 収録アルバム
- GATES OF HEAVEN (#1、アルバムバージョン)
- Do The B-side (#2)
- Do The A-side (#1)
- Do The Complete (#1)

## 2 of Us
「魔法の言葉〜Would you marry me?〜 [2 of Us]」（まほうのことば・ウッド・ユー・マリー・ミー・トゥー・オブ・アス）は、日本のロックバンド・Do As Infinityの6作目の配信限定シングル。

### 概要
- 前作「Week! [2 of Us]」から続く16週連続配信企画『2 of Us』の第6弾シングル。

### 収録曲
1. 魔法の言葉〜Would you marry me?〜 [2 of Us] [4:43]
作詞・作曲：D・A・I
編曲：Ryo Owatari
原曲でメインだったストリングスやホーンをギターに置き換え、サビがより華やかになるようにコード進行を変更している[1]。

### 収録アルバム
- 2 of Us [BLUE] -14 Re:SINGLES-